# 麦瑰尔姐妹
麦瑰尔姐妹（英語：McGuire Sisters）是美国的一个流行音乐三重唱组合，由三位成员组成：
- 克丽丝汀·麦瑰尔（Christine McGuire，1926年7月30日－2018年12月28日[1]）
- 桃乐丝·麦瑰尔（Dorothy McGuire，1928年2月13日－2012年9月7日[2]）
- 菲利丝·麦瑰尔（Phyllis McGuire，1931年2月14日－2020年12月29日[3]）

她们的代表作有歌曲《真挚地》（1954年）、《甜蜜时光》（1957年），均曾在当时美国音乐榜上位列第一。